# هزینه‌های نابرگشتنی
در اقتصاد و تصمیم‌گیری تجاری هزینه‌های نابرگشتنی هزینه‌هایی هستند که از قبل رخ داده و قابل دریافت مجدد نیستند. هزینه‌های کاهشی در مقابل انواع احتمال قراردارند که هزینه‌های آینده‌ای‌اند که ممکن است دیده شوند یا در صورتی که اقدامی صورت گیرد تغییر کند. هردو هزینهٔ گذشته و آینده ممکن است ثابت (تا زمانی که تجارتی در حال عمل است و تحت تأثیر حجم خارجی قرار نگرفته‌است (و یا متغیر) وابسته به حجم باشد.
باوجود این اکثر اقتصاددانان طبقه‌بندی هزینه‌های نابرگشتنی به صورت ثابت یا متغیر را اشتباه می‌دانند.
برای نمونه، اگر شرکتی یک هزینهٔ میلیون دلاری نصب نرم‌افزاری شرکتی را از دست دهد آن هزینه کاهش یافته‌است. زیرا یکبار رخ می‌دهد و قابل بازیافت نیست.
هزینهٔ نابرگشتنی را با نام‌های دیگری نیز می‌نامند ازجمله: هزینه به حساب‌رفته، هزینه مستهلک‌شده، هزینه نقلیلی، هزینه ریخته، هزینه هدر رفته، هزینه ریخته شده و اولیه، هزینه اولیه نابرگشتنی تولید، هزینه غیرمستمر، هزینه یکپارچه، بهاء تمام‌شده از دست‌رفته، هزینه نهائی متغیر.
در تئوری قدیمی ریز اقتصادی تنها هزینه‌های احتمالی آینده مربوط به تصمیم سرمایه‌گذاری است. اقتصادهای سنتی پیشنهاد می‌کنند که یک بازیگر اقتصادی به هزینه‌های نابرگشتنی اجازهٔ تأثیر بر تصمیمات رانمیدهد زیرا انجام چنین کاری یک تصمیم را به نوبهٔ خود به‌طور منطقی ارزیابی نمی‌کند.
تصمیم گیرنده ممکن است تصمیم منطقی‌ای را بر اساس انگیزه‌ها و استدلال‌های خودشان بگیرند. این دلایل ممکن است تصمیم متفاوتی را نسبت به آنچه به‌طور مؤثر یا سودمند ارائه می‌شود عرضه کند. و آن مسئله‌ای استدلالی در نظر گرفته می‌شود و متمایز از مسئلهٔ هزینهٔ نابرگشتنی است.
شواهد اقتصادهای رفتاری نشان می‌دهند که این تئوری قادر به پیش‌بینی رفتار دنیای واقعی نیست. هزینه‌های نابرگشتنی این کار راانجام می‌دهند درحقیقت بر تصمیمات بازیگران تأثیری می‌گذارد زیرا انسان‌ها متاثر از خسارت و تأثیر قالب بندی می‌باشند و در پرتو چنین شناخت‌هایی عجیب نیست که افراد اغلب در رفتار به نوعی که اقتصاددانان آن را منطقی و معقول می‌دانند شکست می‌خورند. هزینه‌های نابرگشتنی نباید بر بهترین انتخاب منطقی تصمیم گیرندگان تأثیر بگذارند. باوجود این تا زمانی‌که یک تصمیم گیرنده ازمنابع استفاده می‌کند هزینهٔ احتمالی از هزینه‌های آینده غیرقابل انکار است و در هر فرایند تصمیم‌گیری دخیل است. به عنوان مثال اگر فردی سفارش بلیط‌های فیلم را در نظر بگیرد اما در حقیقت آن‌ها را نخریده‌است این هزینه غیرقابل انکار باقی می‌ماند و اگر هزینهٔ بلیط‌ها به مقداری ملزم به پرداخت بیش از هزینه و ارزش آن سازد او باید در هزینهٔ احتمالی در تصمیم‌گیری‌اش تغییری حاصل کند و در تصمیم‌گیری خود دوباره ارزیابی و اندیشه کند.

## شرح
هزینهٔ نابرگشتنی با خسارت اقتصادی فرق می‌کند. به عنوان مثال: وقتی ماشینی خریده می‌شود و در نهایت دوباره فروخته می‌شود. با وجود این برای قیمت اصلی خرید دوباره فروخته نمی‌شود. خسارت اقتصادی متفاوت است شامل هزینه‌های اجرایی و کاری. مجموع پرداختی نباید بر تصمیم‌گیری منطقی در آینده بر ماشین تأثیر بگذاردو بدون توجه به مقدار خریدمجدد:اگر مالک مقدار بیشتری ازفروش ماشین به جای نفروختن آن به دست آورد پس باید فروخته شود بدون توجه به قیمت پرداختی. در این مفهوم هزینهٔ نابرگشتنی مقدار دقیقی نیست بلکه مدت و اصلاح اقتصادی برای مجموعه مقدار پرداختی است. در گذشته که دیگر شبیه به تصمیماتی در مورد آینده نیست دراصطلاح ارزشی ومقداری مشابه باهزینهٔ اصلی یا خسارت مورد انتظار اقتصادی ممکن است استفاده شود. همچنین به صورت اختصاری برای خطایی در تحلیل با توجه به کاهش هزینهٔ نابرگشتنی استفاده می‌شود. اقتصاد دانانی نظیر ارنست دوپوس استدلال کرد که هزینه‌های نابرگشتنی وقتی تصمیم منطقی گرفته می‌شود مورد توجه قرار نمی‌گیرد. در مورد بلیط فیلم که ازقبل فروخته شده‌است خریداربلیط بین دو نتیجهٔ نهایی می‌تواند انتخاب کند اگر دریابد که فیلم را دوست ندارد.
۱- پرداخت قیمت بلیط و متاسف شدن ازتماشای فیلمی که نمی‌خواهد آن را تماشا کند یا
۲- پرداخت قیمت بلیط واستفادهٔ بهینه برای سرگرمی بیشتر.
درهرمورد خریدار بلیط قیمت بلیط راپرداخت کرده به منظور اینکه بخشی از تصمیم برآینده دیگر تأثیر نمی‌گذارد. اگر این خریدار از خرید بلیط پشیمان شده باشد تصمیم حاضر باید بر اساس این باشد که آیا می‌خواهد اصلاً فیلم را تماشا کند یا نه بدون توجه به قیمت آن فقط به گونه‌ای که به فیلمی آزاد روی بیاورد.
اقتصاد دان خواهد گفت که از آن جایی که دومین گزینه در مورد متاثر شدن تنها به یک روش {خرج پول} است درحالی که اولی مربوط به متاثر شدن در دو مورد است (خرج پول به اضافه زمان هدر رفته) گزینهٔ دوم ترجیحاً در اولویت است. هزینه‌های نابرگشتنی ممکن است باعث افزایش پیش‌بینی نشدهٔ قیمت شود. در تجارت مثالی ازهزینه‌های نابرگشتنی ممکن است در یک کارخانه سرمایه‌گذاری شوند ویا در تحقیقی که ارزش کمتر یا فاقد هزینه است سرمایه‌گذاری شود. به عنوان مثال: ۲۰ میلیون دلار در گیاه نوری خرج شده‌است مقدار حاضر صفر است زیرا ناقص است. {وهیچ خرید یا درمانی امکان‌پذیر نیست}. این گیاه ممکن است با ۱۰ میلیون دلار اضافه کامل شود یا رها شود و امکان ارزشمند متفاوتی به ارزش ۵ میلیون دلار ساخته می‌شود. روشن است که رهایی و ساختار امکان نهایی تصمیم بسیار منطقی تری است هر چند خسارت کلی ای از هزینه‌های اصلی را ارائه می‌کند. -کل مبلغ سرمایه‌گذاری شده هزینهٔ نابرگشتنی است. اگر تصمیم گیرندگان رفتار نامعقول و دارای انگیزهٔ اشتباهی داشته باشند تکمیل پروژه ممکن است انتخاب شود. به عنوان مثال سیاستمداران یا مدیران ممکن است انگیزهٔ بیشتری برای رخداد کل خسارت داشته باشند. در عمل ابهام و عدم قطعیت مشخصی در چنین مواردی وجود دارد و تصمیم ممکن است نامعقول ظاهرشوند که هم‌زمان برای بازیگران اقتصادی درگیر و دریافت انگیزه‌های خودشان منطقی است.
اقتصادهای رفتاری تشخیص می‌دهند که هزینه‌های نابرگشتنی اغلب بر تصمیم اقتصادی با توجه به خسارت تأثیر می‌گذارند. هزینهٔ پرداخت شده نقطه عطفی برای ارزش و مقدار می‌شود درحالیکه هزینهٔ پرداختی باید نامربوط باشد و رفتاری نامعقول در نظر گرفته می‌شود. از اینرو آزمایش و تجربی اقتصادی نشان داده که هزینهٔ نابرگشتنی و خسارت معمول و رایج هستند.

## معقولیت اقتصادی
همانطور که توسط اکثر اقتصادها در نظر گرفته می‌شده محدود می‌شود و مفاهیم زیادی برای امور مالی اقتصادی و بازارهای امنیتی دارد. دانبل کهنمان برندهٔ جایزهٔ نوبل در اقتصاد خودش در این حوضه با همکارانش آموس تورسکی به نوبهٔ خود فعالیت زیادی داشت.
خصوصیات مشخص‌کنندهٔ روش اکتشافی هزینه‌های نابرگشتنی.
دو مشخصهٔ خاص تعیین‌کنندهٔ روش اکتشافی قابل ذکر به صورت زیر هستند: ۱- تعصب احتمالی خوش بینانه که بدین وسیله بعد از سرمایه‌گذاری ارزیابی تصمیم سرمایه‌ای افزایش می‌یابد. ۲- نیاز به مسئولیت فردی هزینهٔ نابرگشتنی در آ نهایی که مسئولیت فردی برای سرمایه‌گذاری‌هایی که به صورت کاهش یافته در نظر گرفته می‌شوند ظاهر می‌شود.

## تعصب احتمالی خوش‌بینانه
در سال ۱۹۶۸ ناکس و اینکستر در تجربهٔ هزینهٔ نابرگشتنی به ۱۴۱ شرط بند اسبی رسیدند: ۷۲ نفر شرط ۲دلاری را در طول ۳۰ ثانیه قبلی و ۶۹ نفر ۲دلار در ۳۰ ثانیه بعدی را به پایان رساندند. فرضیهٔ آن‌ها این بود که افرادی که خودشان را در اقداماتی درگیر کردند{شرط بندی دلاری} ناهماهنگی بعد از تصمیم را کاهش می‌دهد که این عمل با اعتقاد قوی به اینکه برنده‌ای را انتخاب کرده بودند انجام می‌شود. ناکس و اینکستر از شرط بندها خواست تا شانس‌های اسبی برنده بر یک مقیاس یا نقطه‌ای درجه بندی می‌کند آنچه آن‌ها دریافتند این بود که افراد شرط بند شانس برنده شدن اسب شان در میانگین {۴۸/۳} صدمی که متناظر با شانس و احتمال درستی از برنده شدن است درجه بندی کردند و در حالی که افرادی که شرط بندی را تمام کرده بودند درجه بندی میانگینی از{۸۱/۴} را می‌دادند که متناظر با احتمال خوبی از بردن است فرضیهٔ آن‌ها تائید شد: بعد از درگیری ۲دلاری افراد ازاینکه شرط شان برنده می‌شود مطمئن تر شدند. ناکس و اینکستر تست اضافی بر پشتیبانی اسب‌ها انجام دادند و تکرار مشابه یافته هایشان را بعد از معمولی‌سازی مدیریت کردند. شواهد اضافی از تخمین‌های احتمالی در آرکز و بلومر و آرکز و هوتزل دریافت می‌شود.

## لوازم و ضروریت مسئولیت فردی
درتحقیقی از ۹۶ دانشجوی تجارت در ۱۹۷۶ استا و و فاکس به افراد شرکت‌کننده انتخابی بین انجام سرمایه‌گذاری الف و ب در یک انجمن شرکتی فعال یا در بخش‌های دیگر شرکت فرضیه‌ای دادند. استاو و فاکس افراد شرکت‌کننده را به دو گروه تقسیم کردند:
۱- شرط مسئولیت کم و شرایط مسئولیت‌پذیری بالا و زیاد در شرایط مسئولیت‌پذیری زیاد افراد شرکت‌کننده گفتند که آن‌ها به عنوان مدیر سرمایه‌گذاری الف و ب ناامیدکننده و اولیه‌ای را انجام دادند در شرایط مسئولیت‌پذیری کم به عناصر گفته شده بود که مدیری سابق سرمایه‌گذاری اولیه‌ای از الف و ب در تقسیم فعال انجام داد و داده‌های سودی مشابهی مشابه با گروهی دیگر ارائه کردند. در هر دو مورد از عناصر سپس خواسته شده بود تا سرمایه‌گذاری ۲۰ میلیون دلاری ای را انجام دهند. و تعامل خوبی بین مسئولیت‌پذیری فرضی و سرمایه‌گذاری میانگین با مسئولیت‌پذیری بالا به‌طور میانگین ۹۷/۱۲ میلیون دلاری و شرایط کم با میانگین۴۳/۹ میلیون دلاری وجود داشت نتایج مشابهی در مطالع قبلی توسط استاو و آرکز و بلومر و وایت بدست آمده بود.

## خسارت و خطای هزینهٔ نابرگشتنی
افراد زیادی دارای سوءتفاهم‌ها و سوءبرداشت‌های قوی ای در مورد منابع هدر رفته (خسارت)هستند. درمثال بالا شامل یک بلیط فیلم غیرقابل برگشت اکثر افراد به عنوان مثال احساس اعزام و مجبور به تماشای یک فیلم علی‌رغم علاقه‌شان می‌کنند زیرا کاری غیر از این هدر رفتن قیمت بلیط است آن‌ها احساس می‌کنند که نقطهٔ برگشتی ندارند و گاهی اوقات به خطای هزینهٔ نابرگشتنی معروف است اقتصاددانان این رفتار را غیرمعقول و منطقی می‌نامند. و ناکارآمد است زیرا منابع را با وابستگی به اطلاعاتی که نامربوط به تصمیم گرفته شده‌است تخصیص نمی‌دهند. به لحاظ محاوره‌ای معروف به رها کردن پول خوب بعد از نوع بد است. این نوع تفکر در برگشت ممکن است اندازهٔ غیر استانداردی ازمصرف که در نهایت موضوعی و برای مشتری بی‌نظیر است را انعکاس دهد. خریدار بلیطی که بلیطی را به فیلمی از قبل می‌خرد تعهدی شبه عمومی به تماشای آن می‌دارد. ترک اولیهٔ این نوع قضاوت اشتباه را برای بیگانگان آشکار می‌کند وظاهری که بدنبال پنهان‌سازی آن است در نهایت او افتخار می‌کند که هزینه فرصت مصرف نهایی زمان را تشخیص داده‌است.
ایدهٔ هزینه‌های نابرگشتنی اغلب وقتی بکار می‌روند که تصمیمات تجارت تحلیلی گرفته می‌شوند. مثالی معمولی از یک هزینهٔ نابرگشتنی برای یک تجارت بهبود نام تجاری است این نوع بازاریابی در بردارندهٔ هزینه‌هایی است که به‌طور معمول قابل بازسازی نیست بهبود بعدی اسم تجاری در عوض پول نقد ممکن نیست مثال دوم هزینه‌های الف و ب است. وقتی هزینه‌ای خرج می‌شود آن‌ها نابرگشتنی هستند وبرتصمیمی هزینه‌ای نهایی تأثیر ندارد. بنابراین یک شرکت داروسازی به دنبال تعدیل قیمت‌های بالا است زیرا نیاز به غلبه بر مخارج الف و ب در خطاها و اشتباهات دارد این شرکت قیمت‌های بازاری ای را اعلام می‌کند که الف و ب ارزش یک دلار یا یک میلیون دلاری را اعلام می‌کرده‌است با وجود این هزینه‌های الف وب و توانایی غلبه برآن‌ها فاکتورهایی در تصمیم‌گیری در مورد خرج پول در الف و ب می‌باشند. هزینهٔ نابرگشتنی در تئوری بازی گاهی اوقات معروف به خطای هم‌زمان است و به حقیقتی بر می‌گردد که دولت‌های فرانسوی و انگلیس سرمایه‌گذاری توسهٔ هم‌زمان حتی بعد ازاینکه ظاهر شد که مورد اقتصادی ای برای سفینهٔ فضایی وجود نداردادامه دادند. این پروژه به‌طور خصوصی به دولت انگلیس به صورت فاجعه‌ای تجاری که هرگز شروع نشده بود و تقریباً لغو شده بود ولی موضوعات قانونی وسیاسی اجرای آن را غیرممکن ساخته بود برمی‌گردد.

## فاجعهٔ هزینهٔ نابرگشتنی
فاجعهٔ هزینهٔ نابرگشتنی رویکرد اقتصادی‌ای است که هزینه‌های نابرگشتنی وقتی تقسیماتی منجر به وضعیتی شود که کل تعداد تصمیمی خوب به فاجعه‌ای عظیم تر منجر می‌شود نباید در نظر گرفته شود این شرایط فاجعه بار با استفاده از تئوری بازی برای بازی‌هایی تک بازیکنی توضیح داده می‌شوند. این فاجعه بانتیجهٔ تصمیمی خوب نباید با خطای هزینهٔ نابرگشتنی وقتی سوء تفاهمی و برداشت از هزینه‌های نابرگشتنی منجر به تصمیمی بدی می‌شوند اشتباهاً در نظر گرفته شود.

## اصل قدیمی
این اصل تئوری اقتصادی استفاده شده درتجارت است اقتصاد دانان بر هزینه‌های زیاد یاجانبی و مزایای هر تصمیم تأکید می‌ورزند این تئوری بر اهمیت نادیده گرفتن هزینه‌های گذشته و تنها درنظرگرفتن هزینه‌های آینده و مزایای آن وقتی تصمیمی گرفته می‌شود تأکید می‌کند واعلام می‌دارد که وقتی تصمیم گرفته می‌شود محاسبهٔ سختی از هزینه‌های اضافی رخ می‌دهد و این‌ها را در مقابل مزایای اضافی آن ارزیابی می‌کند.